# Ministerio de la Presidencia (Panamá)
El Ministerio de la Presidencia es un ministerio de la República de Panamá que forma parte del Órgano Ejecutivo. Su actual titular es Su excelencia Juan Carlos Orillac. Esta institución se encarga de gestionar las funciones del Estado y ser el órgano de comunicación del Presidente de la República y el Consejo de Gabinete con los demás órganos del Estado, ministerios, entidades descentralizadas y particulares en general.
Entre sus objetivos principales son las de coordinar todas actividades estatales que se realizan a nivel del sector público; informar a la ciudadanía sobre la gestión gubernamental; desarrollar programas de asistencia social; ser responsable de la promulgación de normas y decisiones de carácter general emandas del Consejo de Gabinete; mantener la seguridad personal de Presidente de la República en todas las circunstancias así como proveer de escoltas y seguridad a Dignatarios Estatales; divulgar, a través de cualquier método moderno de comunicación, la gestión gubernamental de los ciudadanos. El organismo antecedente de este ministerio fue el Ministerio de Gobierno y Justicia. El actual Ministerio de la Presidencia fue establecido por la Ley n.º 15 del 28 de enero de 1958 bajo el gobierno del presidente Ernesto de la Guardia.
En los últimos años el papel del ministerio ha sido cuestionado principalmente por su gestión de la crisis de COVID-19 en Panamá.